# The Umbilical Brothers
The Umbilical Brothers è un duo comico australiano composto da David Collins e Shane Dundas.
I loro spettacoli sono generalmente senza parole e quindi potrebbero essere considerati mimi anche se hanno anche altre caratteristiche che esulano dalla categoria e quindi autori, attori, mimi, funamboli, cabarettisti e rumoristi.
Attivi dal 1988 hanno partecipato a molti spettacoli tra cui il David Letterman Show e il The Tonight Show. Hanno prodotto anche due DVD con gli spettacoli "SpeedMouse", "Don't Explain", "Heaven By Storm", "The Rehearsal" e "Kidshow Not Suitable For Children.